# 프로권투 신인왕전
프로권투 신인왕전은 한국권투위원회에서 주관하고, 주최권 입찰에서 낙찰된 프로모터가 주최하는 프로복싱 경기이다. 예선전, 준결승전, 결승전을 거치는 토너먼트 경기로 체급에 따른 우수한 선수를 찾아낸다.

## 2022년 신인왕전
2022년에도 MBC 프로복싱 신인왕전을 한국권투협회에서 풍산 프로모터를 선정하여 진행하여, 라이트급 결승전에서는 우승자인 한영준 선수, 준우승자인 김송준 선수와 같은 우수한 권투 선수들을 찾아내었다. 토너먼트 경기로써 진행했을 뿐더러, 판정결과가 겨우 1점(58:57)차이로 승패가 갈릴 정도로 두 선수가 대등한 실력을 선보이고, 기본기인 원투, 잽, 스트레이트가 능숙한 우수한 선수들의 경기이므로, 2022년 신인왕전도 신인왕전의 역할을 해내었다고 판단한다.

## 개요

### 프로모터
프로모터(Pro-motor)는 상업적인 운동경기를 기획하여 주최하는 흥행사를 뜻한다.프로복싱 신인왕전의 경우 한국권투위원회 프로모터 라이센스, 기획능력, 참가선수들에게 대전료를 지급할 수 있는 재력을 가지고 있는 프로모터가 주최권을 낙찰받아 경기를 주최할 수 있다.

### 출전 자격
프로복싱 신인왕전에 참여신청을 하려면 다음과 같은 자격요건에 맞아야 한다.
- 나이:만 32세이하
- 16강전과 8강전 등 두 번의 경기만 치르도록 한 체급 당 출전 선수들을 16명으로 제한
- 신청체급 : 미니멈급 ~ 헤비급 17체급
- 시행체급 : 12명 이상 16명 이하 선수가 출전한 체급만 시행(신청 인원이 12명이 안될 경우 상, 하위 체급으로 통합 예정.)
- 신청자격
  - KBC에 등록된 체육관 소속으로 본회 라이센스를 소지한 선수
  - 4R 초과 경기에 출전하지 않은 선수. 6R 경기 출전자는 불가
  - 프로전적 5전까지 출전 가능. 6전 이상 선수는 출전 불가
  - KBC에 등록된 체육관에서 각 체급별 1명만 출전 가능
  - 아마추어 국가대표 경력자는 출전 불가(이외는 모두 출전 가능)
  - 만 16세~32세까지(1977. 1. 28. 이후 ~ 1993. 1. 28. 이전 출생자)
  - 선수선발 기준(16명 이상이 신청할 경우)
    - ①프로경력 및 전적 우선(승률, KO율 등)
    - ②아마추어 실적 우선(입상, 전적 등)
    - ①비슷한 조건의 경우 나이가 어린 선수

### 경기방식
- 경기 방식 : 각 체급별 토너먼트
  - ①예선전 : 2분 4라운드(16강전 및 8강전)
  - ②준결승 : 3분 4라운드
  - ③결승전 : 3분 6라운드[2]

## 35회 신인왕전
35회 신인왕전은 예선전이 열린 2009년 2월 28일을 시작으로 3월 4일까지 진행되었으며, 이현우(슈퍼밴텀급), 박재성(웰터급),이남준(페더급), 최종윤(라이트급),이종석(해비급)선수가 2009년 3월 4일 치러진 결승전에서 TKO, 판정으로 승리하여 신인왕으로 선발되었다.